# Administració apostòlica d'Estònia
L'administració apostòlica d'Estònia (estonià: Eesti Apostellik Administratuur, llatí: Administratio Apostolica Estoniensis) és una seu de l'Església Catòlica a  Estònia. Al 2008 tenia 5.745 batejats sobre una població de 1.350.000 habitants. Actualment està regida pel bisbe Philippe Jean-Charles Jourdan.

## Territori
L'administració apostòlica comprèn tot el territori d'Estònia.
La seu de l'administració apostòlica és la ciutat de Tallin, on es troba la catedral de Sant Pere i Sant Pau.
El territori està dividit en 9 parròquies.

## Història
L'administració apostòlica va ser erigida l'1 de novembre de 1924, prenent-se el territori de l'arquebisbat de Riga.

## Cronologia episcopal
- Antonino Zecchini, S.J. † (1 de novembre de 1924 - 11 de maig de 1931 renuncià)
- Eduard Profittlich, S.J. † (11 de maig de 1931 - 22 de febrer de 1942 mort)
- Justo Mullor García (15 d'abril de 1992 - 2 d'abril de 1997 nomenat nunci apostòlic a Mèxic)
- Erwin Josef Ender (9 agosto 1997 - 19 de maig de 2001 nomenat nunci apostòlic a la  República Txeca)
- Peter Stephan Zurbriggen (15 de novembre de 2001 - 23 de març de 2005 renuncià)
- Philippe Jean-Charles Jourdan, des de l'1 d'abril de 2005

## Estadístiques
A finals del 2008, la diòcesi tenia 5.745 batejats sobre una població de 1.350.000 persones, equivalent al 0,4% del total.
| any  | població | població  | població | sacerdots | sacerdots       | sacerdots       | sacerdots             | diaques | religiosos | religiosos | parròquies |
| ---- | -------- | --------- | -------- | --------- | --------------- | --------------- | --------------------- | ------- | ---------- | ---------- | ---------- |
| any  | batejats | total     | %        | total     | clergat secular | clergat regular | batejats por sacerdot | diaques | homes      | dones      |            |
| 1999 | 3.500    | 1.453.000 | 0,2      | 8         | 5               | 3               | 437                   |         | 6          | 17         | 5          |
| 2000 | 3.500    | 1.443.000 | 0,2      | 8         | 6               | 2               | 437                   |         | 2          | 19         | 5          |
| 2001 | 3.500    | 1.370.000 | 0,3      | 9         | 5               | 4               | 388                   |         | 4          | 19         | 5          |
| 2002 | 5.745    | 1.371.835 | 0,4      | 12        | 6               | 6               | 478                   |         | 6          | 15         | 5          |
| 2003 | 5.745    | 1.370.000 | 0,4      | 11        | 6               | 5               | 522                   |         | 5          | 19         | 5          |
| 2004 | 5.745    | 1.370.000 | 0,4      | 14        | 9               | 5               | 410                   |         | 5          | 21         | 6          |
| 2007 | 6.000    | 1.370.000 | 0,4      | 12        | 8               | 4               | 500                   |         | 4          | 19         | 9          |
| 2008 | 5.745    | 1.350.000 | 0,4      | 14        | 12              | 2               | 410                   |         | 2          | 20         | 9          |